# 로리주희가 여는 아침
로리주희가 여는 아침은 iTV 경인방송의 라디오 채널 iTV iFM에서 2004년 5월 3일부터 2004년 10월 10일까지 5개월간 방송했던 아침정보 라디오 프로그램이다.
DJ는 로리주희 줌마네 부대표이며, 방송시간은 매일 아침 7시부터 아침 9시까지이다.
| iTV iFM             |                      |                      |
| 이전                | 로리주희가 여는 아침 | 다음                 |
| 굿모닝 클래식       | 로리주희가 여는 아침 | 전주현의 음악여행    |
| 아침 6시 ~ 아침 7시 | 아침 7시 ~ 아침 9시  | 아침 9시 ~ 오전 11시 |
|                     |                      |                      |